# Abscondita
Abscondita is een geslacht van kevers uit de familie glimwormen (Lampyridae). Het geslacht werd voor het eerst wetenschappelijk beschreven in 2013 door Ballantyne, Lambkin en Fu.

## Soorten
- Abscondita cerata (Olivier, 1911)
  - = Luciola cerata Olivier, 1911
- Abscondita promelaena (Walker, 1858)
  - = Luciola promelaena Walker, 1858
  - = Luciola aegrota Olivier, 1891
  - = Luciola melaspis Bourgeois, 1909
- Abscondita terminalis (Olivier, 1883)
  - = Luciola terminalis Olivier, 1883
- Abscondita anceyi (Olivier, 1883)
  - = Luciola anceyi Olivier, 1883
- Abscondita chinensis (Linnaeus, 1767)
  - = Lampyris chinensis Linnaeus, 1767
  - = Luciola chinensis (Linnaeus, 1767)
  - = Lampyris vespertina Fabricius, 1801
  - = Luciola vespertina (Fabricius, 1801)
  - = Luciola praeusta Kiesenwetter, 1874
  - = Luciola affinis Gorham, 1880
  - = Luciola gorhami Ritsema, 1883
  - =[2] Luciola succincta Bourgeois, 1890
- Abscondita perplexa (Walker, 1858)
  - = Colophotia perplexa Walker, 1858
  - = Luciola dejeani Gemminger, 1870
  - = Luciola perplexa (Walker, 1858)
  - = Luciola dubia Olivier, 1903
- Abscondita pallescens (Gorham, 1880)
  - = Luciola pallescens Gorham, 1880
- Abscondita berembun Nada, 2019[2]
- Abscondita jerangau Nada, 2019[2]